# Glima

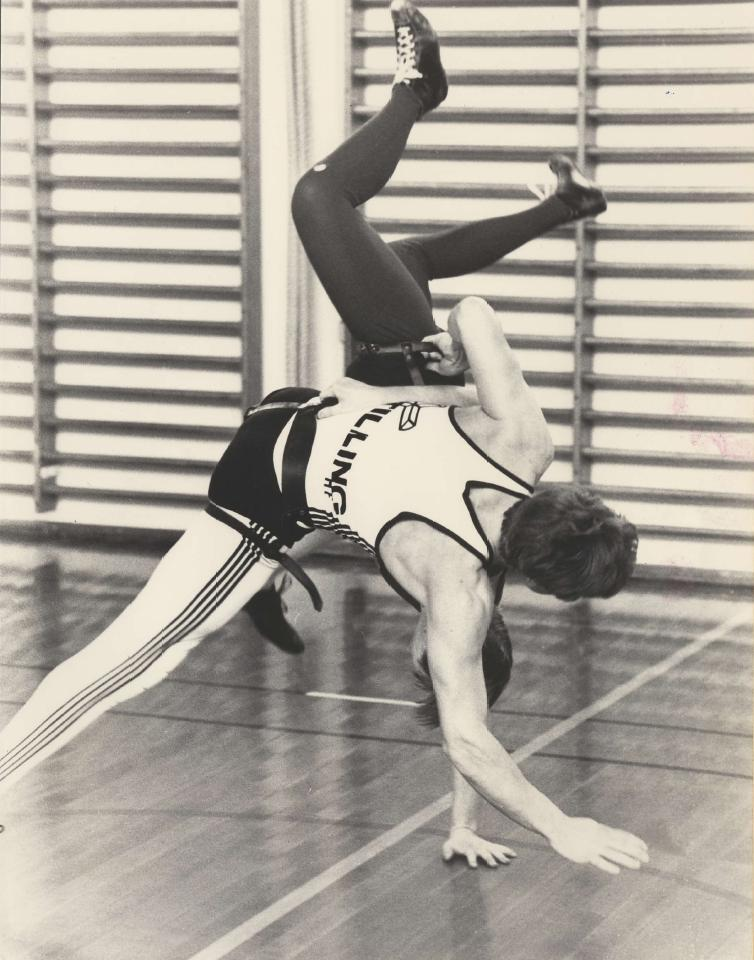
Dos luchadores de Glima.

La Glima es el estilo nacional islandés de lucha tradicional. 
Hay cuatro puntos que lo distinguen de otras formas de lucha:
- Los luchadores deben permanecer siempre erguidos.
- Los luchadores caminarán en sentido de las agujas del reloj alrededor del contrario (parece similar a un vals). Esto es para crear oportunidades para el ataque y la defensa, y prevenir la pasividad.
- No se permite caer sobre tu oponente o empujarlo hacia abajo con fuerza bruta, pues no se considera deportivo.
- Se supone que los luchadores deben mirar por encima de los hombros del contrario cuanto sea posible porque se considera apropiado luchar al tacto y sentir mejor que ver.

La Glima permanece, como siempre ha sido, como un deporte de caballeros y una recreación amistosa, aunque la versión de lösatags (descrita más abajo) demuestra también que tiene un lado más rudo. 
La Glima es un estilo combativo muy antiguo. Ciertas evidencias de la glima datan del siglo XII, pero algunas descripciones de lucha en las sagas islandesas y en la Edda prosaica hacen razonable creer que el sistema es mucho anterior. La base del sistema son las ocho principales bragd (técnicas), que forman el entrenamiento básico para, aproximadamente, 50 formas de ejecutar una proyección o un derribo.
La palabra glima se traduce a menudo como “el juego de la alegría”. Puede estar relacionado con palabra glimmer (inglés) /glimma (sueco)/glimre (danés)/glimt (noruego), significando un destello o una repentina reflexión de la luz. En el último caso, el nombre haría referencia a las técnicas muy rápidas de este estilo de lucha.
Alrededor de la glima existe un código de honor llamado Drängskap que llama al juego limpio, al respecto y al cuidado de la seguridad de los compañeros de entrenamiento.
Existen 3 variantes de la Glima: byxtagsglima, livtagsglima y lösatagsglima, términos tomados del sueco. En Islandia el byxtagsglima se llama glima y el livtagsglima se llama axlatök, Lösatagsglima no existe en Islandia.

## Byxtagsglima
La primera versión es en gran medida la más extensa y la que está asociada típicamente al término glima. De hecho, algunos dirían que el término se debe restringir solamente a esta variante, y es esta versión la que es deporte nacional de Islandia. Era históricamente también la que está puesta en la más alta estima por favorecer la técnica sobre la fuerza. Cada uno de los dos luchadores utiliza una correa especial alrededor de su cintura y, separadamente, correas adicionales en la parte baja de los muslos de cada pierna, que conectan con la correa principal con otras correas verticales. Entonces se toma un agarre fijo con una mano en la correa y la otra en los pantalones a la altura del muslo. En esta posición el luchador procura lanzar y proyectar a su opositor. En este estilo de glima, un luchador lanzado puede intentar caer de pies y manos y si tiene éxito, entonces no ha perdido la caída. La condición para ganar en esta variedad de glima es hacer que el contrario toque el suelo con el área del cuerpo comprendido entre el codo y la rodilla.

## Livtagsglima
La Livtagsglima es más similar a otros estilos de la lucha y se considera más una prueba de fuerza que de técnica. En la livtagsglima los luchadores agarran en la parte superior del cuerpo del contrario; quien toque el suelo con cualquier parte del cuerpo que no sean los pies habrá perdido.

## Lösatagsglima
En la lösatagsglima los contendientes pueden utilizar los agarre que deseen. Este estilo es una reconstrucción, puesto que estuvo sin practicarse durante un período de cerca de 100 años antes de reiniciarse su práctica otra vez recientemente, durante la pasada generación.
Es mucho más agresivo y se diferencia de muchas formas de los otros estilos de glima. Lösatagsglima tiene dos variantes: Una versión para la autodefensa y una versión para la competición amistosa. En cualquiera de las dos variantes están permitidas todas de técnicas de lucha, pero en la versión amistosa se enseñan a ser ejecutadas de una manera que no puedan causar ninguna lesión al rival. En un combate amistoso se considera ganador a quién permanece de pie mientras que el otro está tumbado en el suelo. Esto significa que si ambos luchadores caen al suelo juntos el combate continuará en suelo mediante el uso de técnicas que permitan mantener al otro abajo mientras que te levantas.
Aún más diferente de las otras formas de glima es el lösatagsglima cuando se está entrenado puramente para la autodefensa (igual que se hace en un par de lugares de Escandinavia). En tal entrenamiento las técnicas, o formas de ejecutar las técnicas, dolorosas y lesivas, que no se aceptan en las otras formas de glima, se exploran de la manera más libre y creativa que sea posible, mientras que no dañen a los compañeros de entrenamiento.